# Monti Tumuk Humak
I monti Tumuk Humak o monti Tumuc Humac (in francese Monts Tumuc-Humac, in portoghese Serra do Tumucumaque, in olandese Toemoek-Hoemakgebergte) sono una catena montuosa sudamericana posta al confine fra il Brasile settentrionale (stati di Amapá e Pará) a sud, la Guyana francese (comuni di Maripasoula, Saül e Camopi) a nord-est ed il Suriname (distretto del Sipaliwini) a nord-ovest.

## Nome
Il nome Tumuk Humak deriva dalla lingua wayana o apalam e significa "le montagne rocciose simboleggianti la battaglia fra lo sciamano e gli spiriti".

## Geografia
Questo massiccio montuoso si erge dal massiccio della Guiana ed è a sua volta suddivisibile in numerosi altri piccoli massicci, come la Serra do Jari, il massiccio del Mitaraka, la Serra Uassipein, la Serra do Culari ed i monti Inini-Camopi, i quali costituiscono il punto culminante dell'intero massiccio della Guiana col monte Bellevue de l'Inini e i suoi 831 m.
Estendendosi in direttrice nordovest-sudest, la catena dei Tumuk Humak divide il bacino biogeografico amazzonico da quello costiero atlantico: da questi monti hanno origine numerosi fiumi anche di una certa portata, come l'Oyapock (che segna il confine orientale fra Francia e Brasile) e Maroni (che segna il confine fra Suriname e Guyana francese).
Queste montagne sono ricoperte da una densa foresta pluviale praticamente intatta, tanto che il governo brasiliano ha deciso nel 2002 di proteggerne una vastissima porzione istituendo il Parco nazionale di Tumucumaque.
Nell'area è ambientato il film del 1970 Tumuc Humac, diretto da Jean-Marie Périer.